# Ендрю Лок
Ендрю Лок (Andrew James Lock; народився 26 грудня 1961) — найбільш відомий  австралійський високогірний сходжувач. Першим серед австралійських альпіністів підкорив всі 14 восьмитисячники Землі. На деякі з восьмитисячників він сходив двічі.
Надає перевагу сходженням у невеликих командах, без допомоги шерпів і використання кисневого обладнання. Першим серед австралійців підкорив такі вершини як: Дхаулагірі, Нанга Парбат, Хідден-пік, Манаслу і Аннапурна, здійснив соло-сходження на Лхоцзе, Броуд-пік та Чо-Ойю, двічі сходив на Еверест.
Його першим восьмитисячником була К2, яку він підкорив в 1993 р. з невеликою групою, яка включала російського альпініста Анатолія Букрєєва. Гора виправдала свою грізну репутацію, коли два його партнери по сходженню загинули в окремих лавинах і Лок врятував шведського альпініста.
У 2004 році він був альпіністом і оператором для Discovery Channel 6 частин міні-серії, Ultimate Survival — Еверест, яку було показано кілька разів по всій Північній Америці. В цій експедиції Лок особисто врятував 3 членів інших команд, що спускалися з вершини, відмовившись від свого кисню на цьому шляху.
Ендрю Лок здійснював сходження з багатьма найвідомішими альпіністами світу, зокрема з Анатолієм Букрєєвим (К2 в 1993 р.), Гьораном Кроппом (Броуд-пік в 1994 р.), Дугом Скоттом і Войцехом Куртикою (Нанга Парбат в 1995 р.), Іваном Вальєхо і Інакі Охоа (Аннапурна в 2007 р.).
В 2009 р. Ендрю Лок одержав нагороду Австралійського географічного товариства (Australian Geographic Society's).
Чергова спроба в травні 2011 р. підкорити Еверест без використання кисню стала невдалою через ураганний вітер і несприятливі умови.

## Історія сходжень на восьмитисячники
- 1993 К2 (8611 м) — 1-ше сходження австралійця в Пакистані
- 1997 Дхаулагірі (8167 м) — 1-ше сходження австралійця
- 1997 Броуд-пік (8048 м) — соло-сходження
- 1998 Нанга Парбат (8125 м) — 1-ше сходження австралійця
- 1999 Хідден-пік (8068 м) — 1-ше сходження австралійця
- 1999 Гашербрум II (8035 м) — сходження в альпійському стилі
- 2000 Еверест (8848 м) — 1-ша австралійська комерційна експедиція на Еверест
- 2002 Манаслу (8163 м) — 1-ше сходження австралійця
- 2002 Лхоцзе (8516 м) — соло-сходження
- 2003  Шишабангма Центральна (8008 м) — соло-сходження
- 2004 Еверест (8848 м) — 2-ге персональне сходження; експедиція каналу Discovery — сходжувач і оператор
- 2004 Чо-Ойю (8201 м) — соло-сходження
- 2005 Чо-Ойю (8201 м) — 2-ге персональне сходження; керівник комерційної експедиції
- 2005  Шишабангма Центральна (8008 м) — 2-ге персональне сходження; керівник комерційної експедиції
- 2006 Канченджанга (8596 м) — 2-ге сходження австралійця
- 2007 Аннапурна (8091 м) — 1-ше сходження австралійця
- 2008 Макалу (8496 м)
- 2009 Шишабангма Центральна вершина (8027 м)

## Ресурси Інтернету
- Andrew Lock personal website
- Bulletin Magazine article about Andrew Lock
- Wild Magazine article about Andrew Lock [Архівовано 14 лютого 2019 у Wayback Machine.]
- Explorersweb interview with Andrew Lock on the death of Christian Kuntner
- MountEverest.net interview with Andrew Lock
- Everest Speakers Beueau profile of Andrew Lock
- EverestNews.com interview with Andrew Lock
- EverestNews.com story about Andrew Lock's successful summit attempt of Manaslu